# 拉吉什
拉吉什（法語：La Guiche，法語發音：[la ɡiʃ]）是法国索恩-卢瓦尔省的一个市镇，属于马孔区。

## 地理
拉吉什（46°32'41"N, 4°27'4"E）面积27.77 平方千米，位于法国勃艮第-弗朗什-孔泰大區索恩-卢瓦尔省，该省份为法国中部省份，北起顺时针与科多尔省、汝拉省、安省、罗讷省、卢瓦尔省、阿列省和涅夫勒省接壤。
与拉吉什接壤的市镇（或旧市镇、城区）包括：巴洛尔、吉河畔舍瓦尼、勒鲁塞-马里济、莫尔奈、圣博内德茹、圣马丹德萨朗塞。

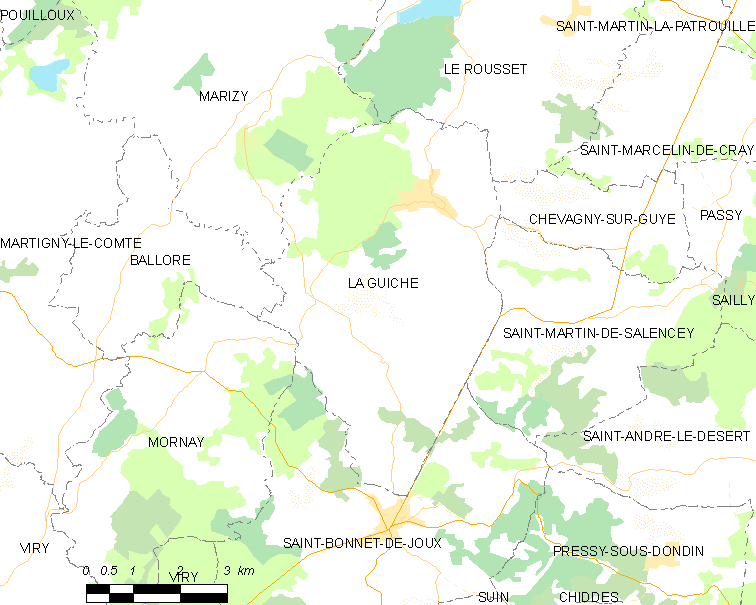
拉吉什的OSM定位图

拉吉什的时区为UTC+01:00、UTC+02:00（夏令时）。

## 行政
拉吉什的邮政编码为71220，INSEE市镇编码为71231。

## 政治
拉吉什所属的省级选区为克吕尼县。

## 人口

1962-2008年间拉吉什人口变化图示

拉吉什于2022年1月1日时的人口数量为598人。